# Мідний сувій
Мідний сувій (3Q15) — один з кумранських рукописів, який виконаний на матеріалі, який відрізняється від усіх інших сувоїв мертвого моря(мідь).
В той час, як інші сувої написані на пергаменті чи на папірусі, даний сувій написаний на металі (сплав міді та приблизно 1 % олова). На відміну від інших сувоїв, «Мідний сувій» — це не літературний твір, а список місць, в яких начебто заховані різноманітні предмети вироблені із золота та срібла. Мова «Східного сувою» відрізняється від мови інших знайдених в Кумрані документів та може бути віднесена до розмовної мови того часу, попередника мінаїтського івриту, із своєрідною орфографією(написанням) та палеографією (формою буков).
Рукопис створений ессеями в 50-100 роках нашої ери та знайдений в печері № 3 Кумрану 20 березня 1953 року.
Впродовж 2013, Мідний Сувій виставлявся у нещодавно відкритому  Йорданському музеї в Аммані після цього він знову повернувся до місця де зберігається а Йорданський Археологічний музей в Амман на Гору-Цитадель.
Нове Факсиміле Східного Сувою було вироблення і повне відвідувачам у Лондоні.є у 2014 році.,

## Історія Досліджень

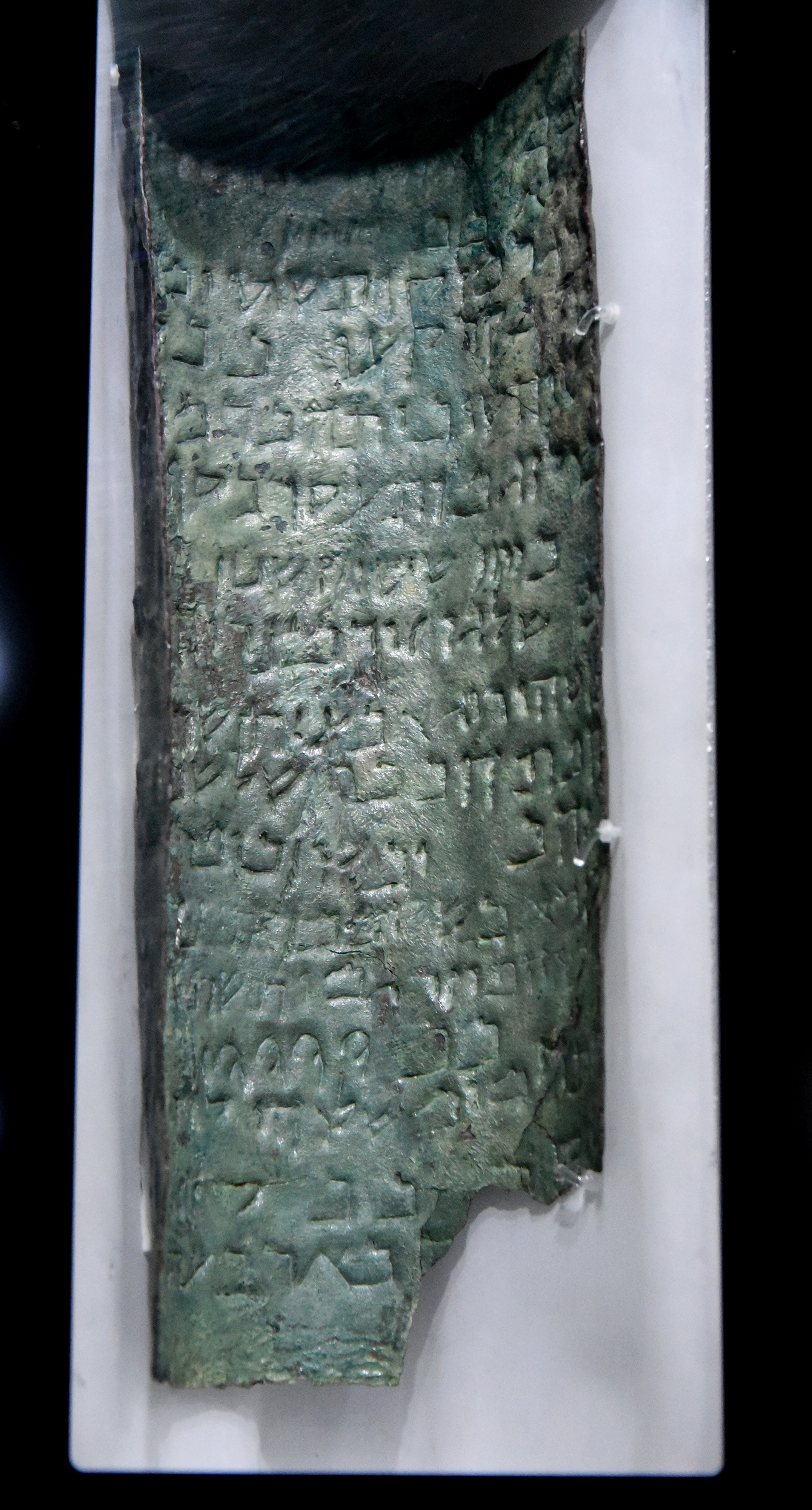
Газетка мідного прокручування з печери Кумран-3, написана на єврейському мішнайському діалекті, показана на дисплеї в Музеї Йордану, Амман

20 березння 1953 року в третій печері Кумрану археологи знайшли два мідних сувої, які були передані в Єрусалимський музей. Чиста мідь яка слугувала основою для рукописів сильно окислилась, сувої стали дуже вразливими до всяких подразників і далі виставлялись у згорнутому вигляді.
В листопаді 1953 року Єрусалим відвідав професор Геттінгенського університету Карл Георг Кун, який планував зайнятися вивченням зв'язку між рукописами общини і іранськими релігіями. Побачивши Мідний сувій, Кун загорівся ідеєю його розшифрувати. Проте стан рукописів був такий, що навіть вченому не було дозволено не тільки розгортати рукописи, але навіть доторкатися до них. Поверхнево дослідження дозволили прочитати декілька словосполучень і зробити деякі припущення про їх зміст.
Весною 1955 року член комісії по дослідженню мідних сувоїв Джон Аллегро переконав директора музею Хардінга передати сувої дослідникам, навіть попри їх поганий стан. 13 червня 1955 року Хардінг передав доктору Манчестерського технологічного коледжу Боудену менший сувій.
Технологічний коледж сконструював для розпилення мідного сувою наступний складний механізм: встановлений на візок в закріплений пропущеним через нього тонким алюмінієвим шпинделем, сувій підводився безпосередньо під гнучкий ричаг, на який була прикріплена пила діаметром п'ять сантиметрів, товщиною 0,15 міліметрів, що дозволяло їй розрізати лише один шар міді. Перед розрізанням зовнішню сторону сувою щоб зберігати від струсів, які можуть пошкодити метал, покривали шаром аральдиту і протягом декількох годин сувій підігрівали до певної температури. Поруч із машиною для різки було встановлено прилад, який обережно очищав нейлоновими щітками мідний лист і по конструкції нагадував стоматологічну машину.
30 вересня 1955 року, був зроблений 1 перший розріз і Джон Аллегро приступив до делегування тексту.
26 листопада 1955 року переклад першого сувою був закінчений, а 2 січня 1956 року в Манчестер прибув другий, більший сувій. Після закінчення праці всі смужки були відправлені назад в Єрусалим.

## Зміст

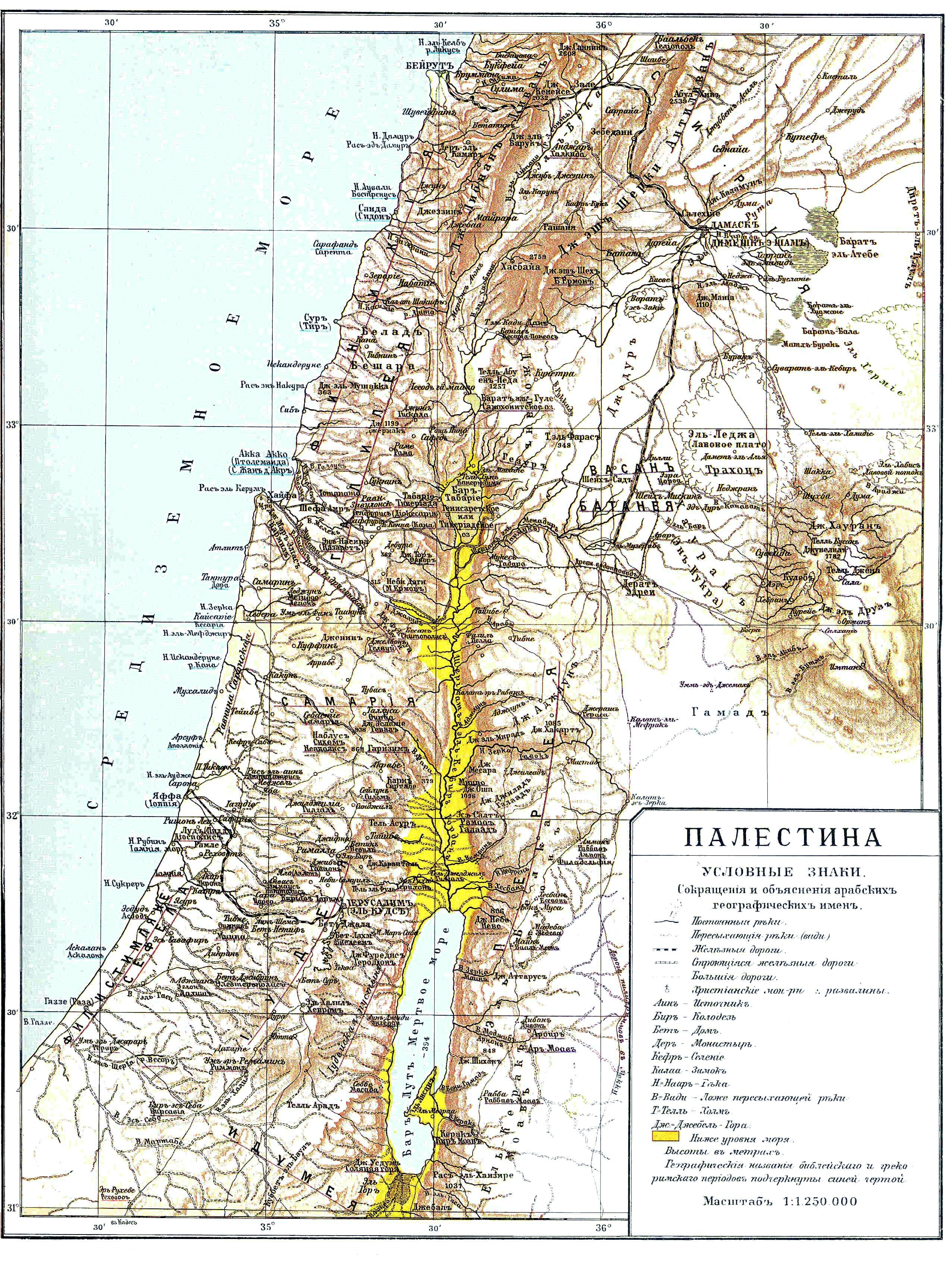
Історична карта Палестини з Енциклопедичного словника Брокгауза та Ефрона 1900 рік

Свитки містять близько трьох тисяч букв. Мова, на якій був написаний рукопис, вже відійшла від класичної давньоєврейської мови Біблії і була близька до давньоєврейської мови ІІ століття
«Мідний сувій» містить у собі список , в якому начебто заховані різноманітні предмети вироблені з золота та срібла. Типові записи в рукописі виглядали наступним чином;
У великій цистерні, що знаходиться в дворі колоної зали, в заглиблені напроти дверей, в кутку, заховані дев'ятсот талантів.
У цистерні під стіною із східної сторони — шістсот срібних злитків.
В південному кутку колонної зали біля могили Цадока і під колоною в залі предметів — ялинова посудина для пахощів і така ж посудина з дерева касії.
Згідно списку, заховані в околицях Єрусалиму та Західної Палестини скарби складали колосальну суму— близько чотирьох тисяч центнерів золота та срібла(золота — 1280 талантів, золота і срібла (без деференуіації) — 3282 таланти, злитків золота — 65, кувшинів що містять срібло — 608, золотих та срібних посудин — 619), причому через-корозію мідних сувоїв свідчення про деякі місця знаходження так і не вдалось дишефрувати.
Колоніалізм під номером 10 одного з мідних сувора містила таку фразу: На сусідній ділянці з східної сторони в печері з виходом на схід, біля входу в яку розміщені могили, є копія з поясненнями, розмірами та всіма іншими деталями.

## Гіпотези
Точно невідомо то, до чого стосуються скарби, згадані в рукописах, але припускалося, що вони походять з Другого Єрусалимського Храму (520-20 рр. до н. е.). Деякі гіпотези стосовно іншого походження були спростовані Теодором. Г.ГастеромМайстер дає такі варіанти:
- По-перше, скарб міг належати громаді }[Кумран]]у. Проте важко погодитися з цим, оскільки аскетична, братська громада мала такі скарби.
- По-друге, скарб, можливо, походив з Другого храму Єрусалиму. Однак, Гастер цитує  Флавія, який писав, що скарб був все ще в будівлі, коли він увійшов до Риму (для  Arc Titus показує сцену пограбування Храму). Проте, можливо, що залишки скарбу були залишені в храмі, або більшість його було приховано.
- По-третє, скарб, можливо, прийшов з Першого Храму, зруйнованого в 586 р.до.н.е Вавилонським царем в  Навуходоносором. Це, однак, не відповідає природі інших, якщо документ не був поміщений в печері під час вавилонського вигнання, невеликою групою людей, які були попередниками громади Кумрана. (Прокрутка була зроблена набагато пізніше, тому вона спростовує цю теорію)

- Четверта гіпотеза — улюблена Гастера, і він каже, що скарб — жарт.

Роберт Ейнсман, в своїй книзі «Якуб, брат Ісуса» висуває догадку, що Мідний Сувій це карта античних скарбів створених групою есеїв під час першого бунту Бар Кохба.
Він також вважає, що копію прокрутки могли виявити тамплієри під час першого хрестового походу, які і викопали весь скарб. Однак ці твердження відкидаються більшістю науковців.
І хоча поки що не знайдено жодного скарбу, сам свиток є цінним артефактом. Експерт з семітських мов Джона С. Грінфілд зазначив, що його давній івритський текст навіть має велике значення для лексикографії
.
На 2012 рік не має даних про знайдені скарби, які можна віднести до тих що вказані в описах в «Мідний сувої», проте сам текст породив масу наукових і ненаукових теорій.
Професор Зігмунд Мовінкель писав:

Есеї кумранського братства не могли володіти такими великими цінностями. Напере проти цього свідчить згадка про посудини з дорогоцінними пахощами, тому що закони юдеїв заборонили використання пахощів поза храмом. А отже, в цьому описі мова може йти тільки про скарби храму Соломона, який був спалений завойовниками в 587 р. до н. е. Але скоріше всього Мідний сувій є апокрифом, в якому чисто гіпотетично показується про можливість захованих скарбів. Це есхоталогічний документ, позбавлений будь-якого практичного значення.

Найбільш розумною здається гіпотеза, що в «Мідному сувої» мова йшла про сховані та врятовані скарби храму перед тим, як в 70 році Тит Флавій Веспасіан захопив та зруйнував Єрусалим. Однак і ця версія викликає багато суперечностей, наприклад, паризький професор Дюпон-Соммер вважав, що трудно собі уявити, щоб відома суворими поглядами кумранська община стала ховати скарби Єрусалимського Храму.

## У Медіа
У 1958, новеліст Норсен Вайнреб опублікував The Copper Scrolls, у якому оповідає про книжника під іменем Кандане, який був найнятий священиком з Кумрана для написання списку священних скарбів. Вайнреб написав свій роман перед тим, як він або широка публіка дізналися, що так звані «Мідні свитки» насправді, були двома окремими розрізаними частинами того, що спочатку було одною прокруткою довжиною близько восьми футів.
- Довгий шлях до Шіло (в США є відомим як Чоловік Менори)

був опублікований в 1966 році автором Ділянок Давідсоном, чий сюжет оповідає про знаходження та зміст пошуків цих скарбів.
- Книга Еллена Гундспора Тейлора «Священик» (Томас Нельсон, 1998 р.) Висвітлила зміст Другого Мідного сувою, висуває теорію, що з гідно до сувора модна простежити та найти Першосвященика з роду Аарона. На основі інтерв'ю з археологами та рабинами Інституту Храму в Єрусалимі, в книзі згадуються дослідження, що проводяться, щоб знайти особу, яка буде керувати запланованим храмом, коли його буде перебудовано.

- "Мідний сувій" книга яДжоела Розенберга, опублікована в 2006 році. Ця книга реалізує теорію автора про те, що скарби, перераховані в сувоях (і Ковчег Завіту) буде знайдений в Останні часи, щоб відновити Третій Храм.

- Відомості про них також містяться в романі Шона Янга «Насильницькі піски». У цьому історичному романі, Варавва є закріпленим захисником мідної прокрутки та скарбу, на який він вказує. Він зобов'язаний захищати цей документ будь-якою ціною.

- Інший роман, в якому оповідається про «Мідні Сувої» є «Вихідний квест» Вілла Адамса.

- «Мідні сувої» і пошук своїх скарбів — була представлена в серії «Channel History» серії  Копаюча правда . Програма дає базові знання про дослідження Мідних сувоїв та всіх основних теорій її інтерпретації.